# 北京西路站
北京西路站是贵阳轨道交通2号线的地铁车站，位于中华人民共和国贵州省贵阳市云岩区北京西路与白云大道交叉口西侧，于2021年4月28日开通。

## 车站结构
北京西路站大致呈南北向设置，为地下二层岛式站台车站，车站长245.436米，宽21米，车站地下一层为站厅层，地下二层为站台层。
| 地面              | 出入口 | A、B出入口                                                                                                  |
| 地下一层          | 站厅   | 客服中心、自动售票机、验票机                                                                                |
| 地下二层          | 站台   | \| \| \| █ 2号线往白云北路（马王庙） \| \| 島式 · 開左邊车门 \| \| \| \| \| \| █ 2号线往中兴路（改茶路） \| |
|                   |        | █ 2号线往白云北路（马王庙）                                                                                 |
| 島式 · 開左邊车门 |        | |
|                   |        | █ 2号线往中兴路（改茶路）                                                                                   |

## 车站出口
北京西路站共有2个出入口，各出口及周围设施如下所示：
| 编号                | 出入口信息 | 照片 | 无障碍设施 |
| ------------------- | ---------- | ---- | ---------- |
| A · 出口 · （设有） | 北京西路   |      |            |
| B · 出口 · （设有） | 北京西路   |      |            |
| 图例： 设有         |            |      |            |

## 接驳交通

### 公交车
- 和尚坡：74路，100路，101路，218路，223路，B224路，226路，238路，B259路，311路，4500路，金阳K52路，黔爽巴士世纪城专线，杨惠社区高峰一线

## 车站历史
本站在2号线初期规划中并未设置，由于地形原因，百花大道站至改茶路站区间的高度差达152米，如直接敷设线路，区间坡度将达到约50‰，超过了B型车的承受范围，因此在比选方案后，2号线最终决定现状地下展线方案，并在展线区段增设了本站。本站工程名与正式名均为北京西路站，站名来自车站所处的北京西路。
- 2016年4月26日，车站正式开工建设[2]。
- 2021年4月28日，车站随2号线工程通车开通[1]。